# Подґуже (Краків)
Подґуже (пол. Podgórze) (офіційно Вільне і Королівське місто Подгуже) — обшар Кракова, що охоплює західну частину нинішньої дільниці XIII. Раніше самостійне місто, яке отримало міські права 26 лютого 1784 року (нібито як Йозефштадт, але переконливих доказів цьому немає  ). 1 липня 1915 року він об'єднався з Краковом   і став його 22-м кадастровим округом. Його часто називають Stare Podgórze.
У 1784 році Подґуже отримало права міста, у 1810 році було включено до Кракова, у 1815 році було знову надано права міста, а в 1915 році об’єдналося з Краковом. .
У 1994 році Подґуже разом зі Старим містом, Вавелем, Страдомом, Пясеком, Казімєжем і Новим Святом було визнано історичною пам’яткою .

## Історія
Після першого поділу Польщі австрійська влада створила новий адміністративно-економічний центр. Спочатку він був створений на базі села Людвінув, яке планувалося розширити, але зрештою вибір упав на раніше слабо розвинені та заселені території, розташовані навпроти Казімєжа біля підніжжя Гори Ласота (звідси назва Подґуже), де дороги на Краків, Величку і Скавіну розходилися. Вигоди, запроваджені імператорським патентом 1781 року, приваблювали ремісників і купців. Численні імператорські привілеї, що гарантували широку особисту свободу (звільнення від військової служби, свободу віросповідання тощо), ведення бізнесу (безкоштовне наділення землею, звільнення від податків, грошову допомогу тощо), а також прикордонне розташування на березі судноплавної річки та сполучних торговельних шляхів забезпечили швидкий розвиток Подґуже (у 1787 році воно мало вже 108 будинків), яке почало становити комерційну конкуренцію Кракову.
У 1784 році Цісар Йосиф ІІ надав Подгуже права вільного королівського міста, а в 1785 року герб:
«У 1785 році з частини цього села [Людвінув] і кількох будинків на річці Віслі званих Подґужем, було засновано місто Подґуже. Імператор Йосиф II дарував місту свободу торгівлі і назвав його Йозефштадт, але ця назва поступилася місцем попередній .
Третій поділ Польщі (1795 року) послабив чинники, що визначали привілейоване становище Подгуже. Його розвиток уже не був таким швидким, як на першому етапі.
На початку XIX століття місто перетворилося на центр із чітко вираженим торгово-промисловим характером. У 1809 році за Шенбруннським мирним договором міста Краків, Подґуже та Величка разом із прилеглими теренами були включені до Герцогства Варшавського.
У 1810 році було запроваджено централістичну адміністративну систему за зразком французької, і внаслідок цього Подґуже було включено до Кракова. Вперше в історії адміністративні межі міста Кракова сягали на південь за головне русло Вісли. Краків поділявся на чотири гміни (дільниці); Подґуже стало четвертою ґміною, але зберегло адміністративну незалежність. У 1815 році Віденський конгрес вирішив розділити землі Варшавського герцогства - він відокремив Подгуже, яке повернулося Австрії, від територій Краківської республіки . Вісла стала прикордонною річкою між Вільним містом Краковом і Галичиною.
В середині XIX століття розпочато будівництво фортифікаційної системи в Подгужі, в тому числі: був укріплений курган Кракуса, оточений фортом і глибоким ровом, і Кшемьонки Подгурські, на яких збудовано дві так звані «Максиміліанові вежі». Фортеці були побудовані на пагорбах, що становлять далекий передній план Подґуже, зокрема: у Прокоцімі, Райску, Врубловіцах, Скотниках, Піховіцах, Бодзові.
У Подґужі виходив місцевий журнал. Це був громадсько-літературний тижневик «Podgórzanin», який видавав і редагував Кароль Брейер. Його перший номер вийшов 1 січня 1900 року. Вийшло 22 номери «Podgórzanin». Їх вміст включає, серед іншого: хроніка повсякденного життя мешканців Подгужжя на межі століть .

У 1913 році Президент міста Краків Юліуш Лео описав Подґуже як «перлину в кільці гмін, що оточують Краків», що є доказом вдячності за досягнення міста. Серед громади Подгуже було велике небажання об’єднатися з Краковом, але врешті-решт у 1913 році Міська рада Подґуже ухвалила об’єднання з Краковом, про що офіційно було оголошено лише у 1915 році. Урочистость об’єднання королівського вільного міста Подґуже та королівської столиці Кракова відбулася 5 липня 1915 року посередині «третього мосту», також відомого як міст Кракуса. Наступні роки стали періодом зрастання організмів обох міст. Ян Карпінець вказує 22 серпня 1914 року як дату приєднання Подґуже до Кракова  . Про це свідчить інформація в телеграмах «Газети Львівської» :
Відень, 28 серпня. Wiener Ztg . оголошує Верховну санкцію  прийнятого галицьким сеймом проєкту закону про об’єднання Подґуже з Краковом, про виключення Подґуже з Велицького повіту та про зміну §§ 18, 42, 48, 49, 53, 54, 62, 67., 85 і 90 статуту м. Краків  .
2 березня 1910 року міська управа в Подґуже постановила надати бурмістру Францішеку Марєвському почесне громадянство міста . 17 березня 1914 року рішенням міської ради Подґуже шляхом акламації титули почесних громадян Подгуже було присвоєно Казімєжу Галецькому, Вітольду Коритовському та Юліушу Лео .
На початку XX століття лікарем міста Подґуже був доктор Казімеж Сморонґевич (пом. 1912)     .
Під час Другої світової війни, у 1941–1943 роках, на території району було єврейське гетто, куди переселяли єврейське населення з усього Кракова. Після його ліквідації мешканців перевезли до трудового табору в Плашуві, а потім до таборів смерті, де більшість із них загинула в газових камерах. У таборі Плашув внаслідок голоду, хвороб і розстрілів страчено біля 80 тисяч людей.

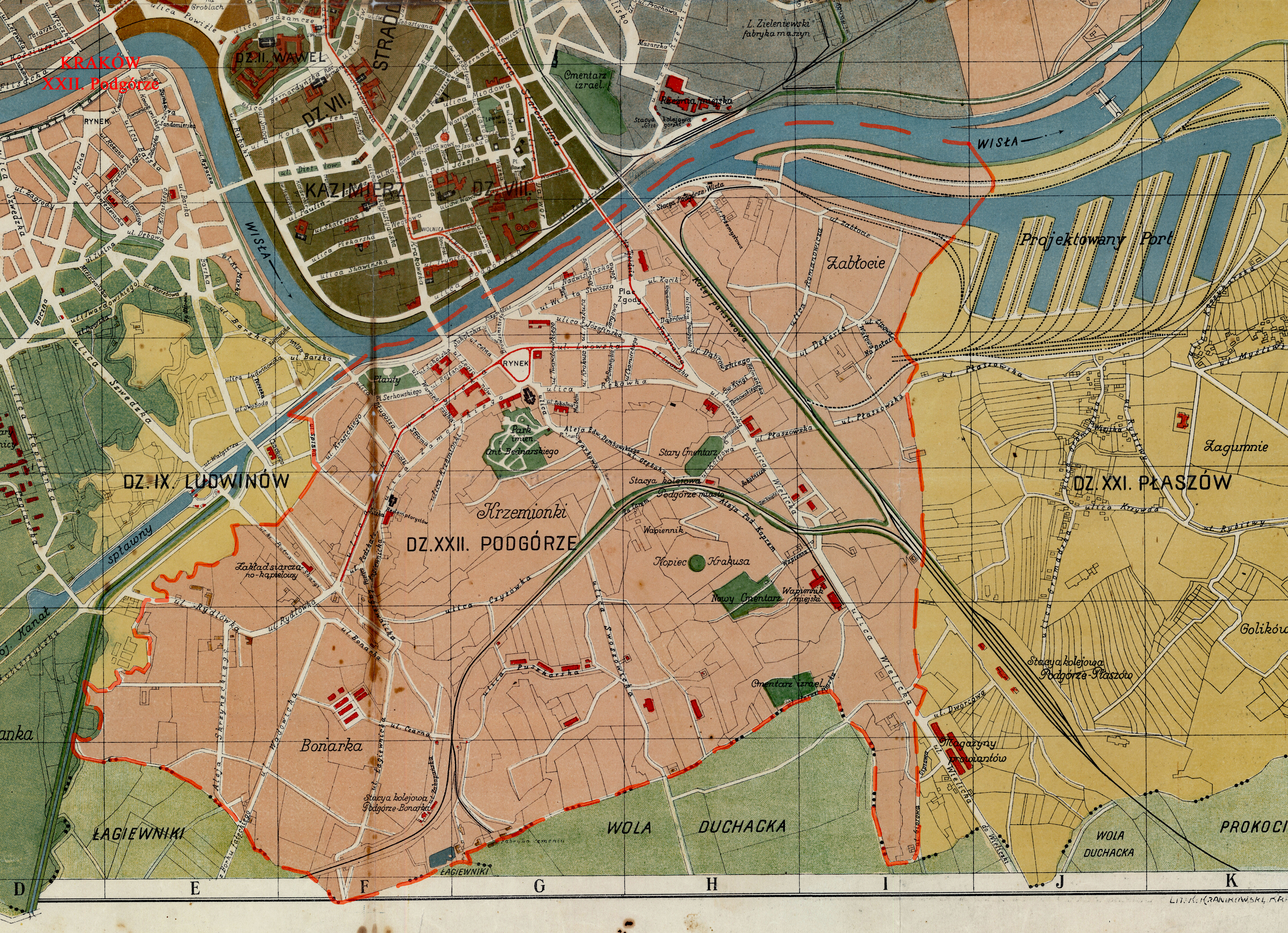
Місто Подґуже на плані 1916 р. як дільниця Кракова.

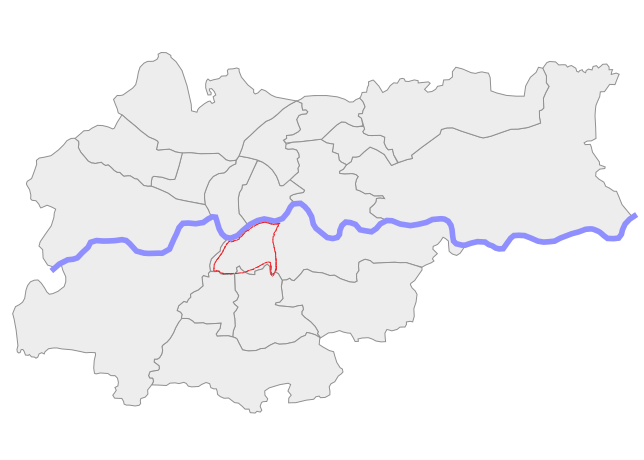
Межі міста Подґуже 1915 року на тлі сучасного адміністративного поділу Кракова.

У 1991 році після адміністративної реформи Краків був поділений на вісімнадцять місцевих дільниць. Дільниця XIII охоплювала історичну частину Подґуже, частину Людвінова, Плашува, Рибітви та Пшевожа.

## Пам'ятки
- Форт св. Бенедикта – цікавий зразок оборонної архітектури у вигляді Максиміліанської вежі
- Курган Кракус - курган, який нібито є могилою легендарного Крака
- Магістрат (друга ратуша Подґуже) – збудована у 1844–1854 рр. на площі Ринок Подгурський
- Парафіяльний костел св. Йосипа (Kościół św. Józefa)
- Старий цвинтар Подгуже - найстаріший некрополь Подгуже, водночас найстаріший міський цвинтар у Кракові
- Корчма під св. Бенедиктом
- Willa Kryształ (у муніципальному реєстрі пам'яток)

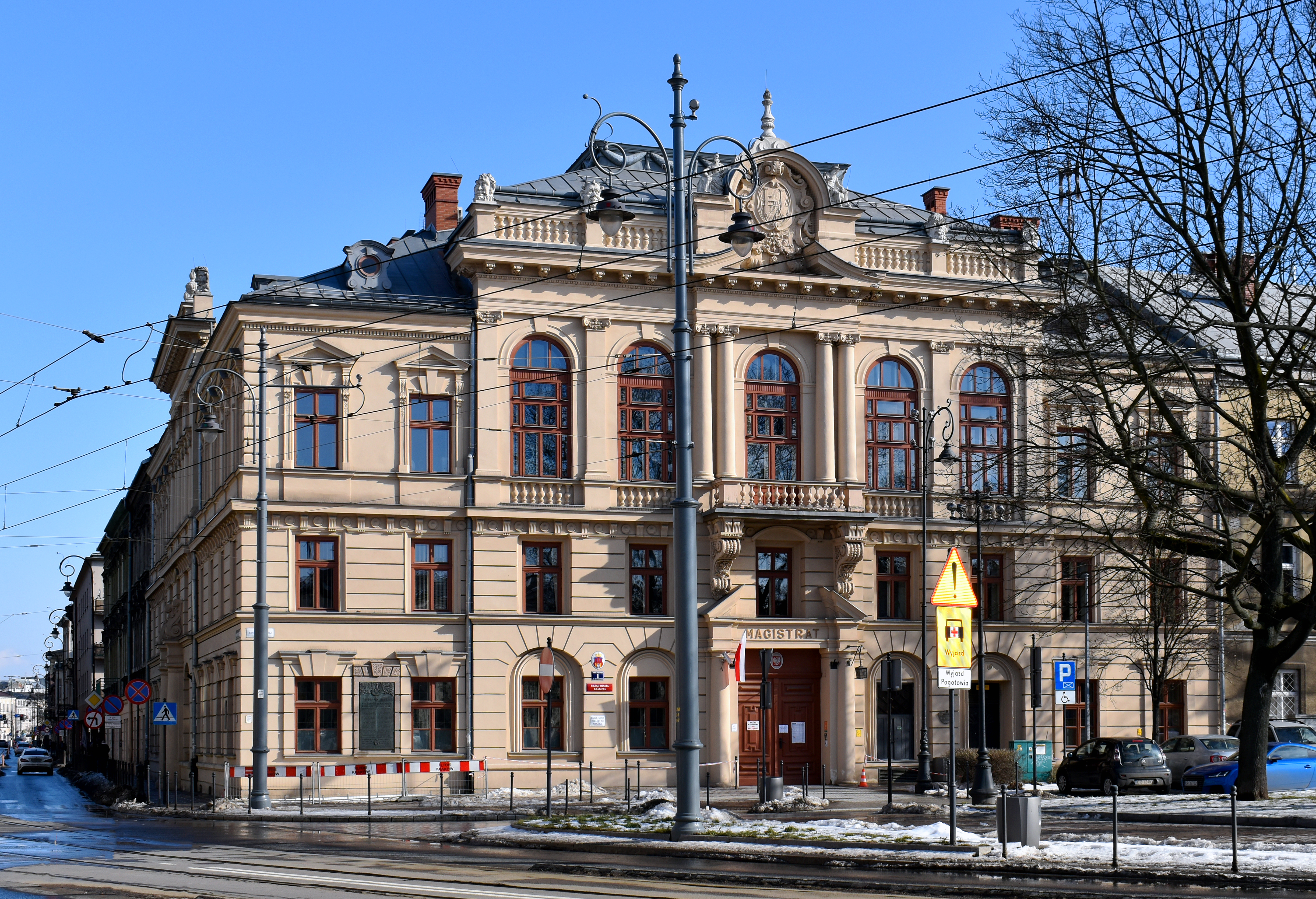
Друга ратуша Подґуже.
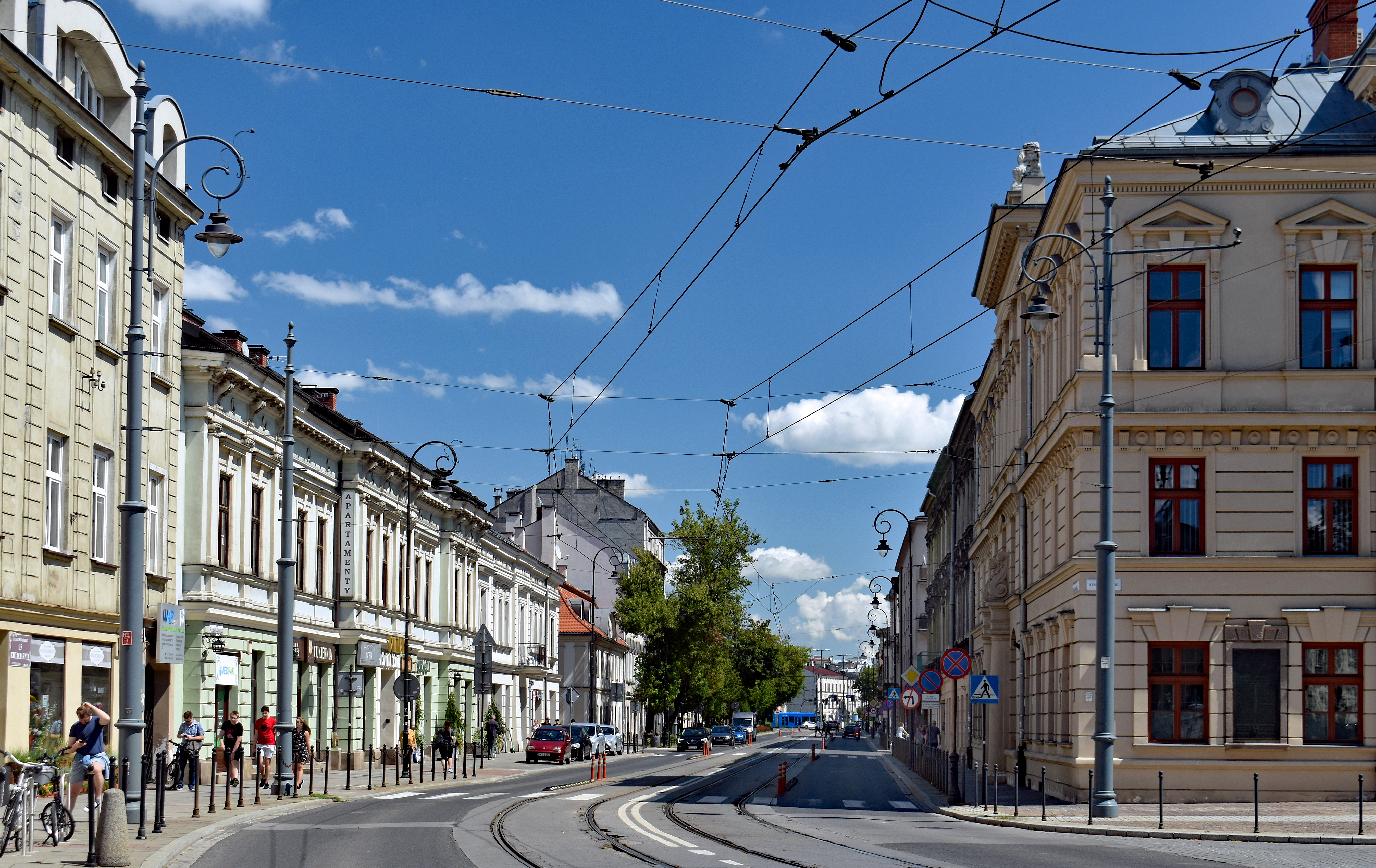
Головні вулиці Подґуже вигляд з Ринок Подгурський: ulica Bolesława Limanowskiego.
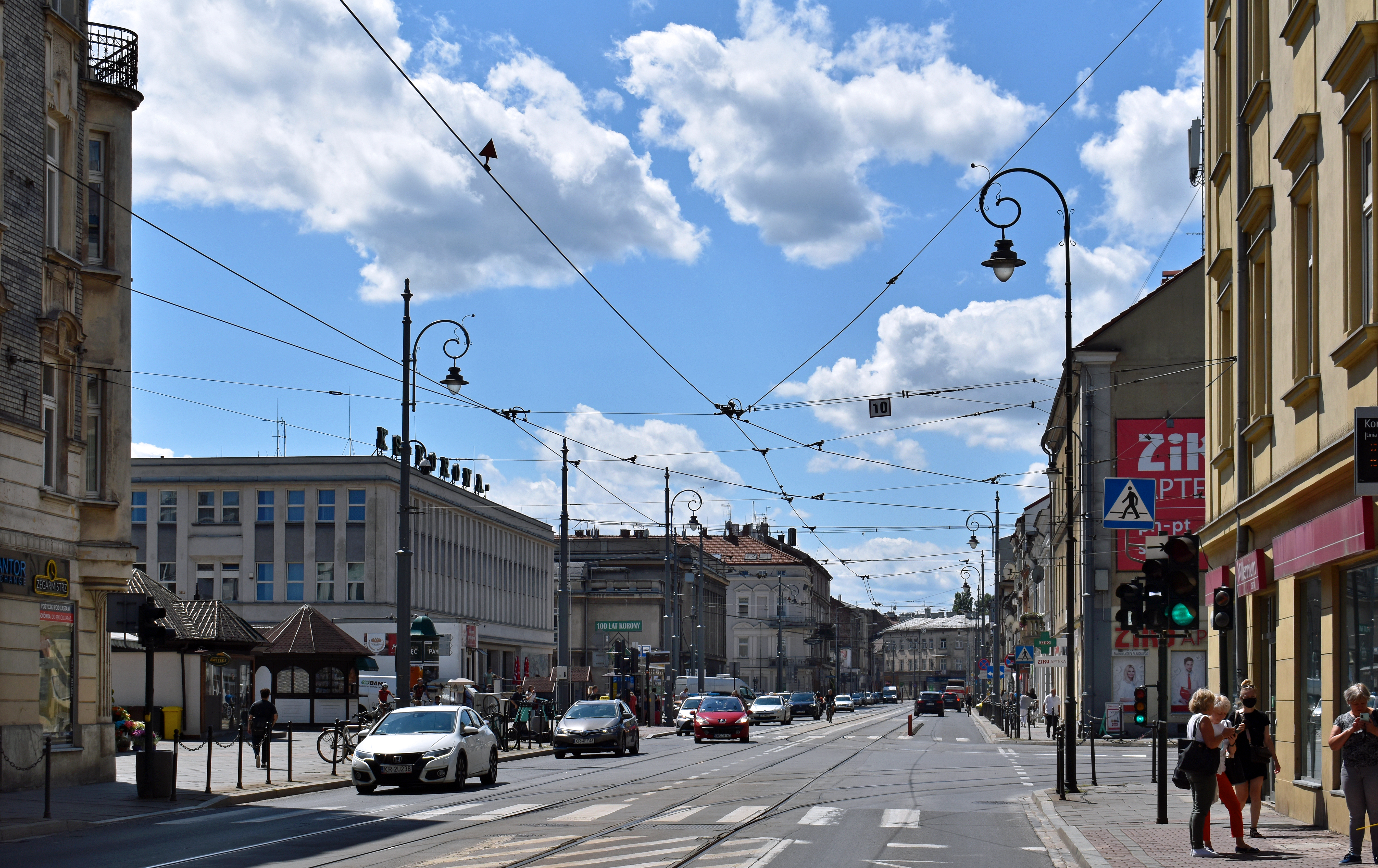
i ulica Kalwaryjska.
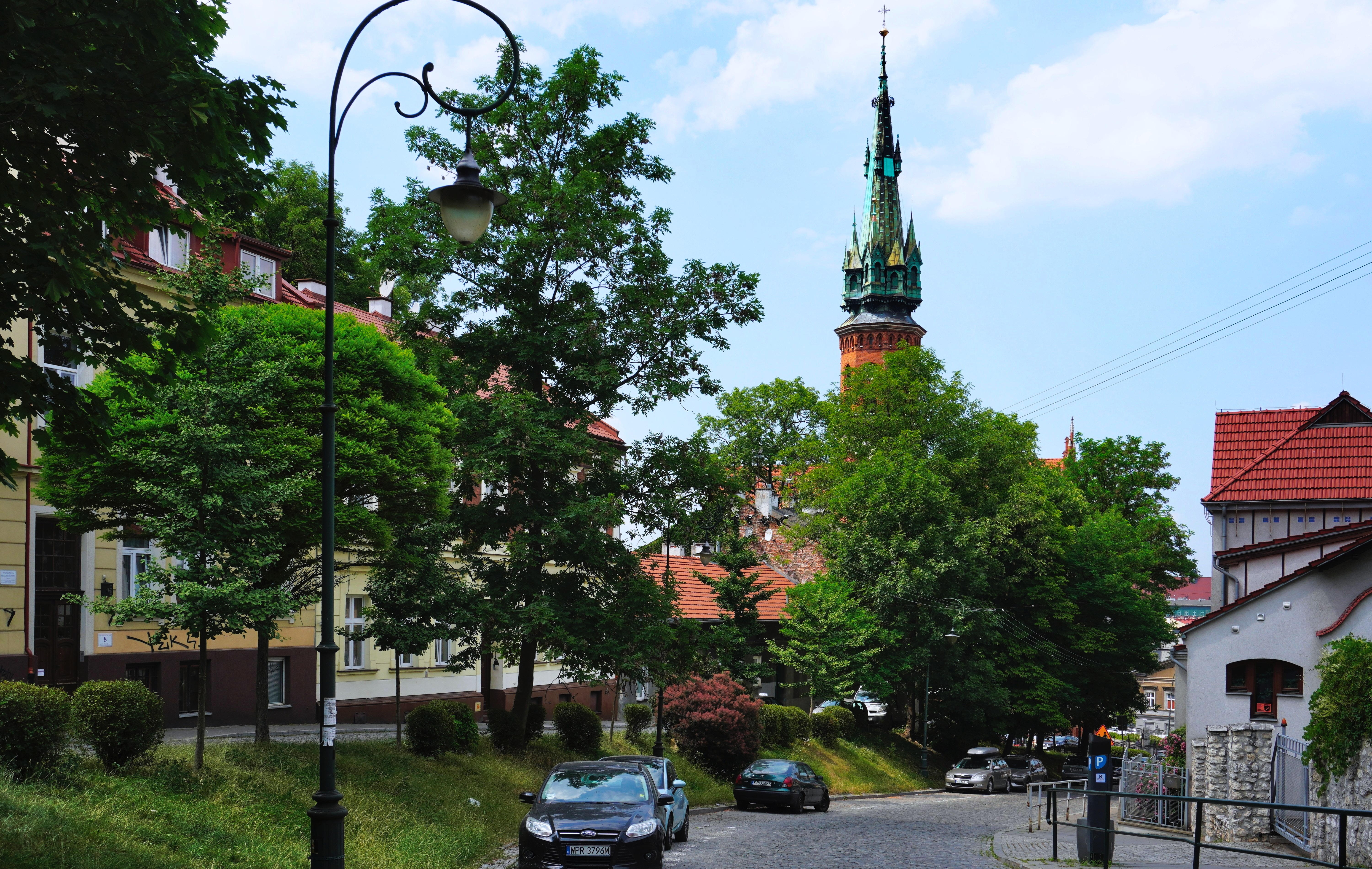
Ulica Parkowa, widok w kierunku Rynku Podgórskiego, wieża Kościoła św. Józefa.
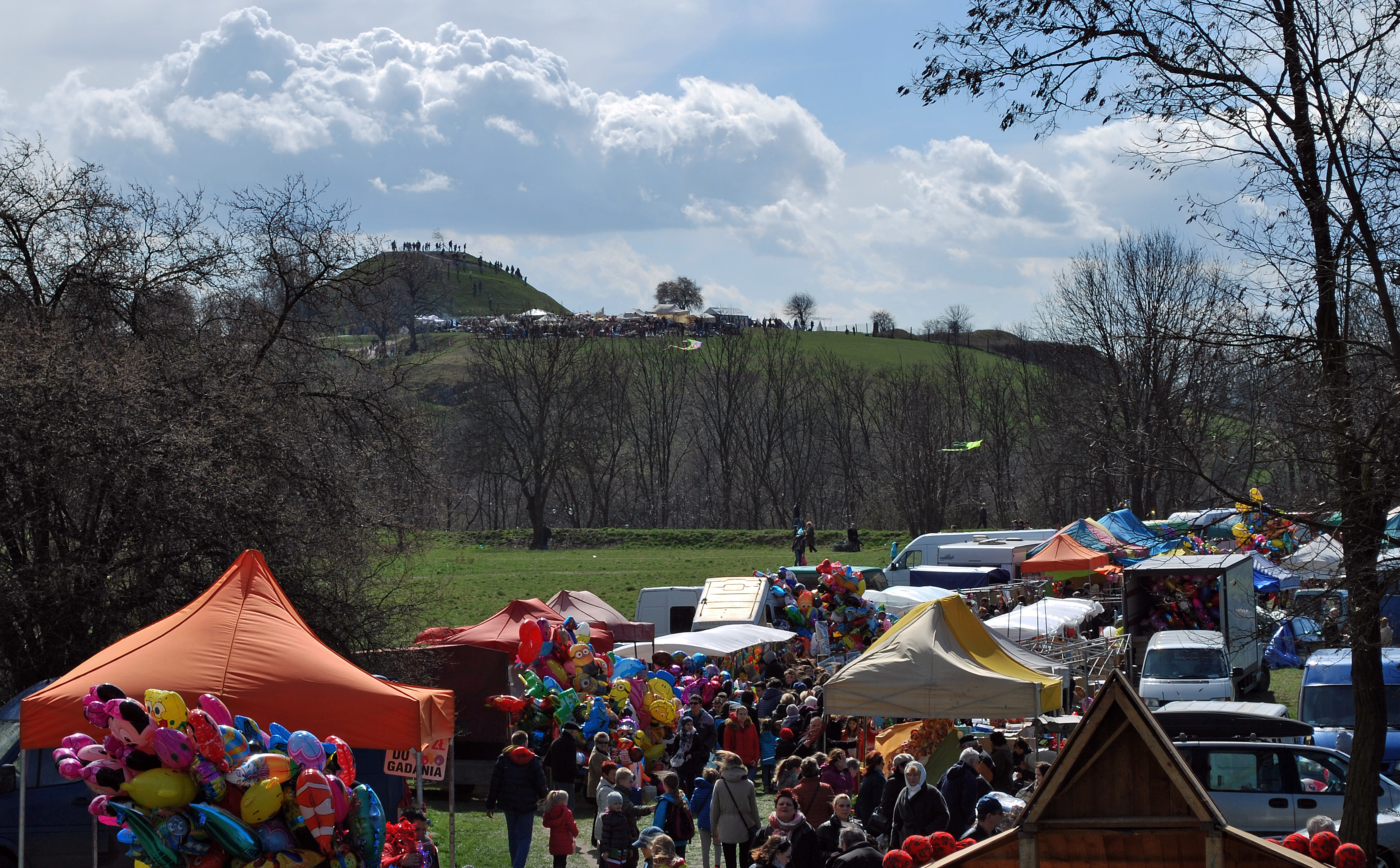
Kopiec Krakusa i Rękawka oraz odpust św. Benedykta (2016). Symbole Podgórza.
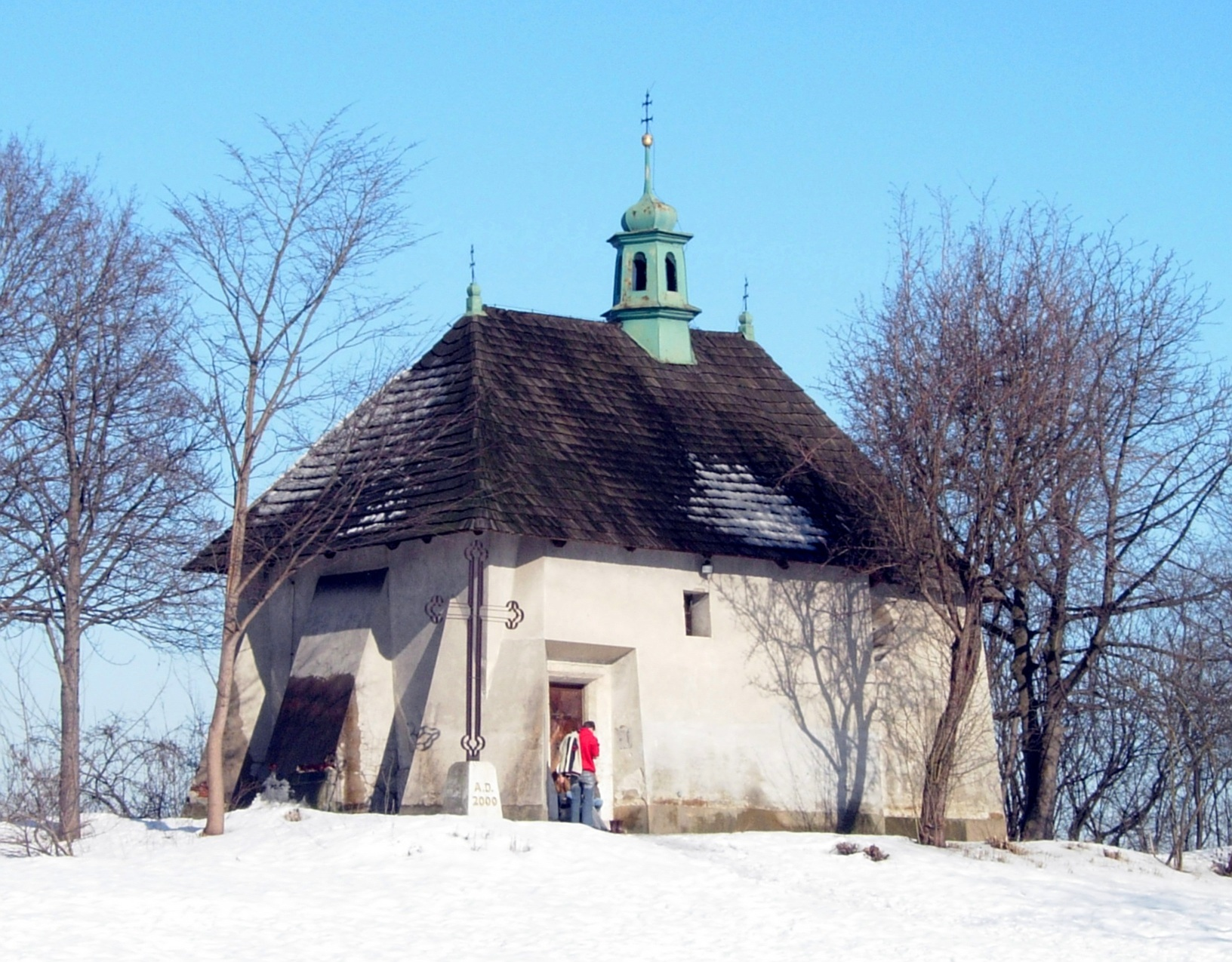
Kościół św. Benedykta.
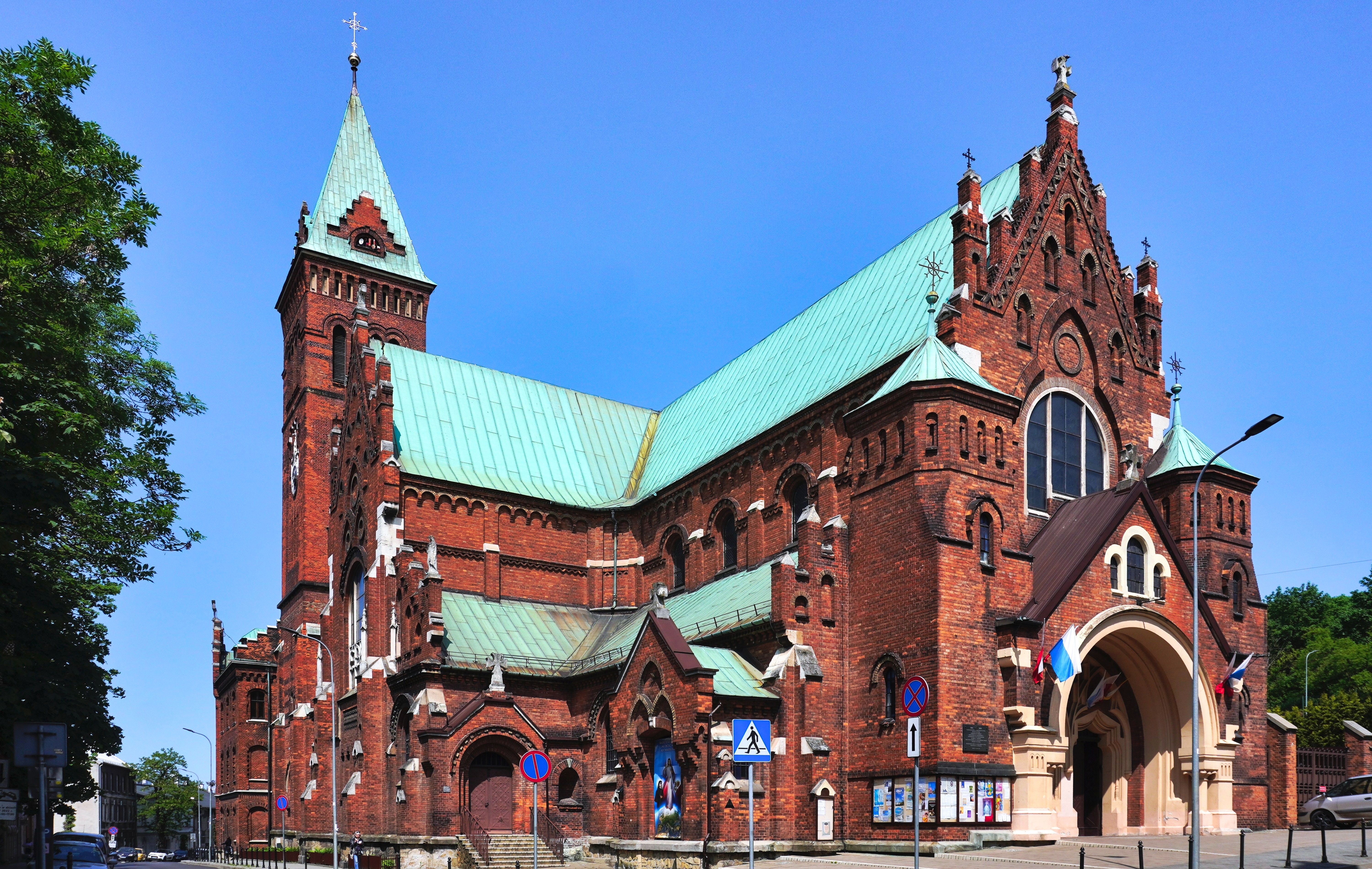
Kościół Matki Boskiej Nieustającej Pomocy.
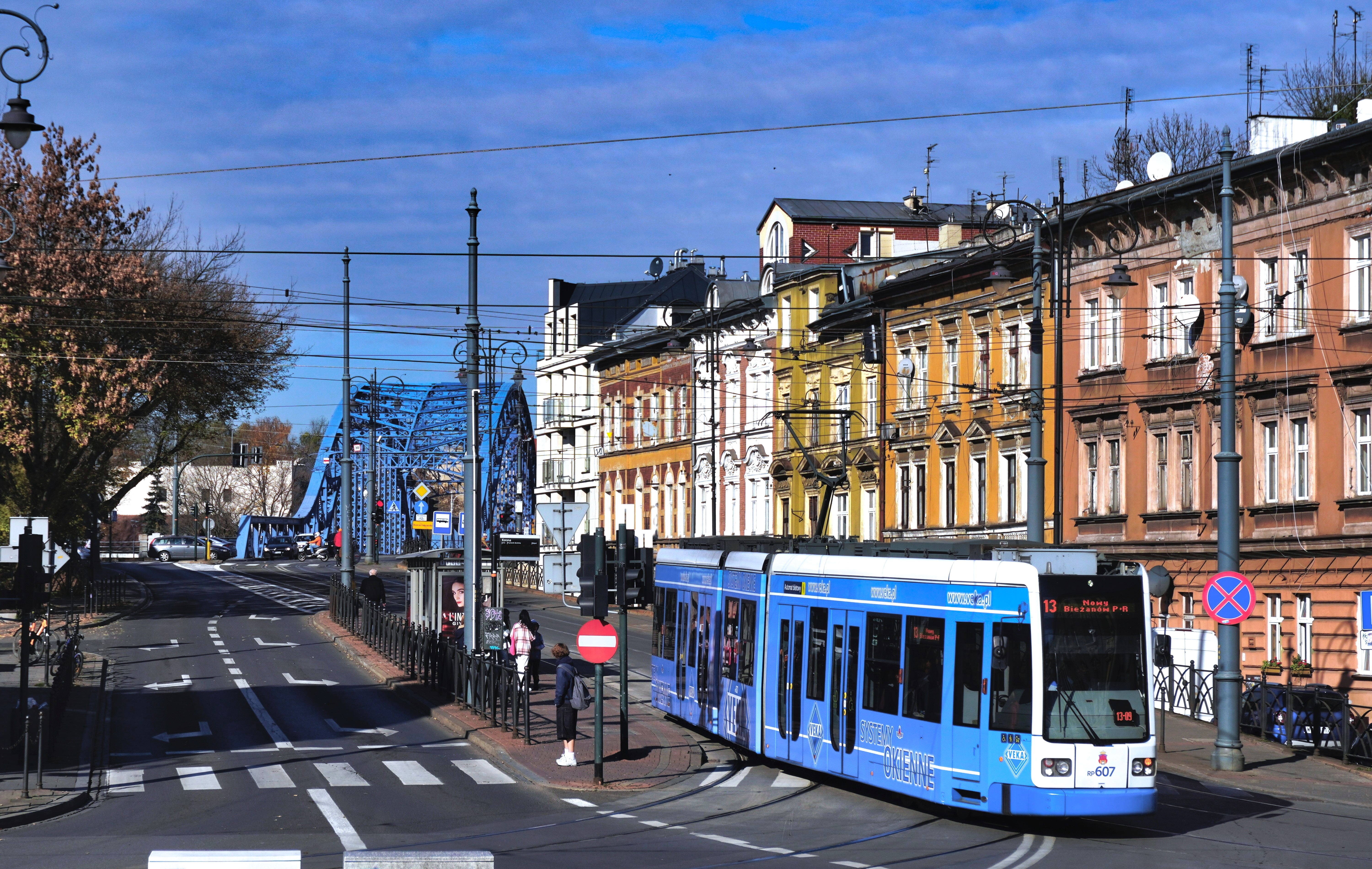
Ulica Legionów Józefa Piłsudskiego.
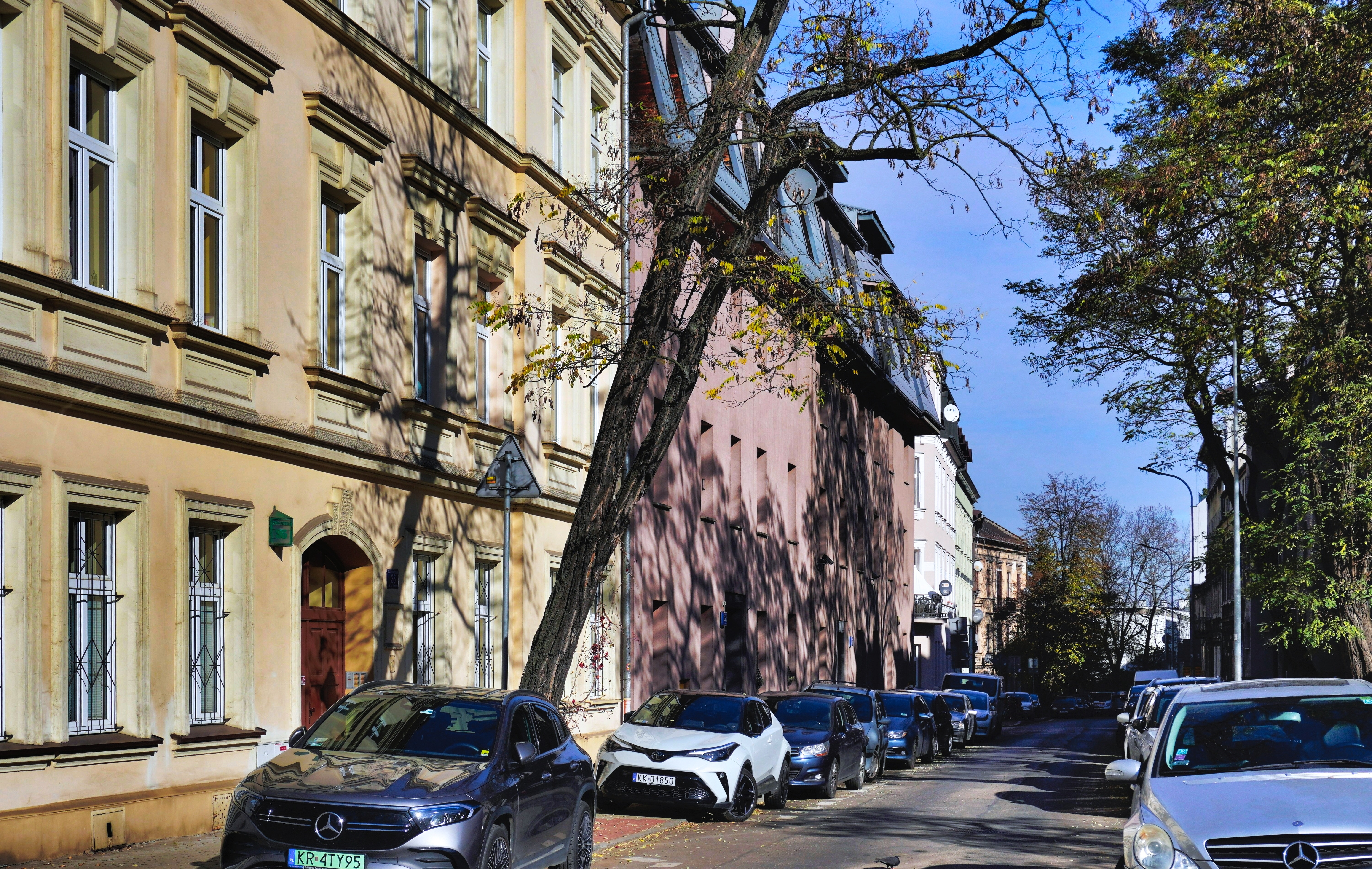
Ulica Jana Zamoyskiego.
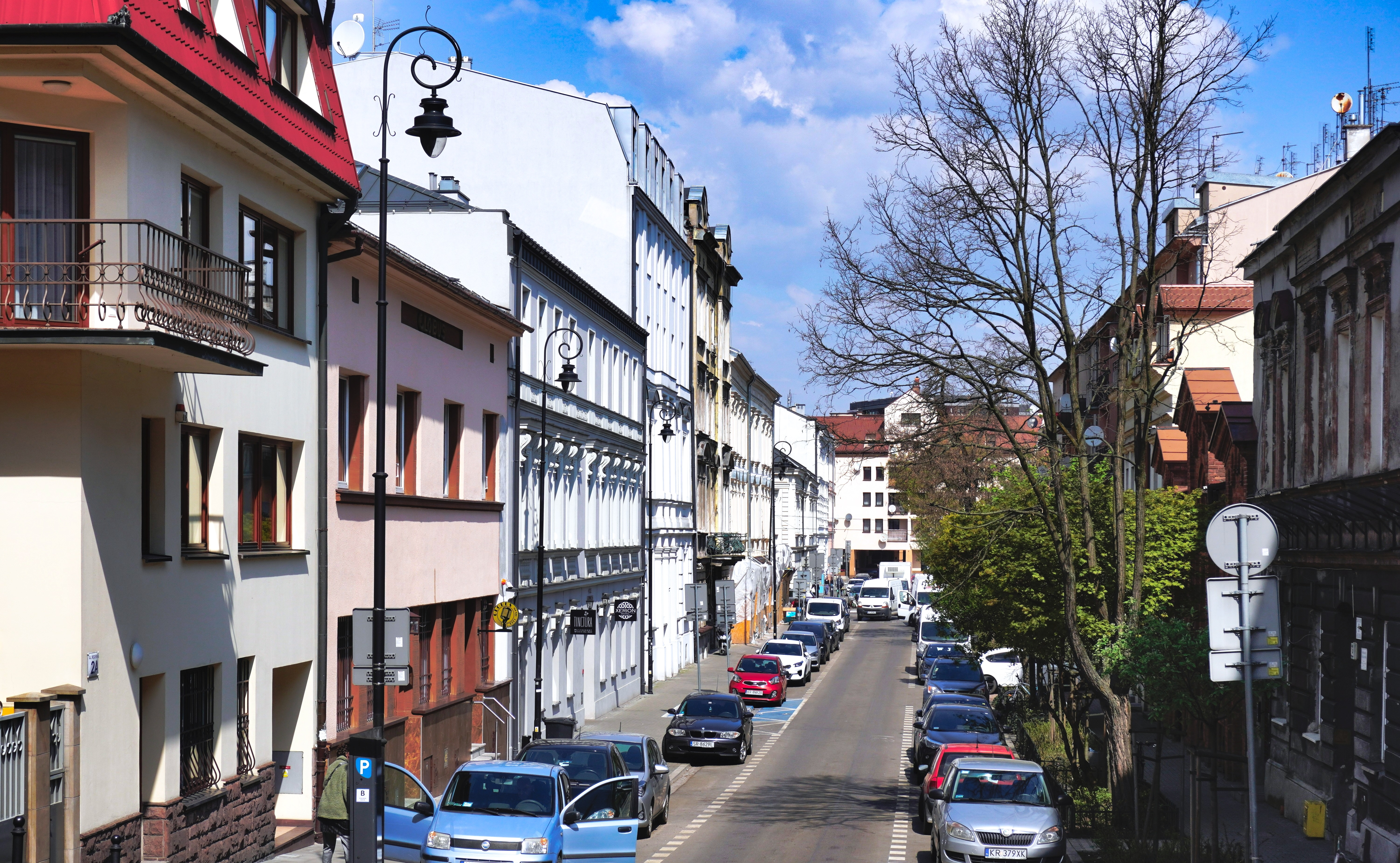
Ulica Węgierska.
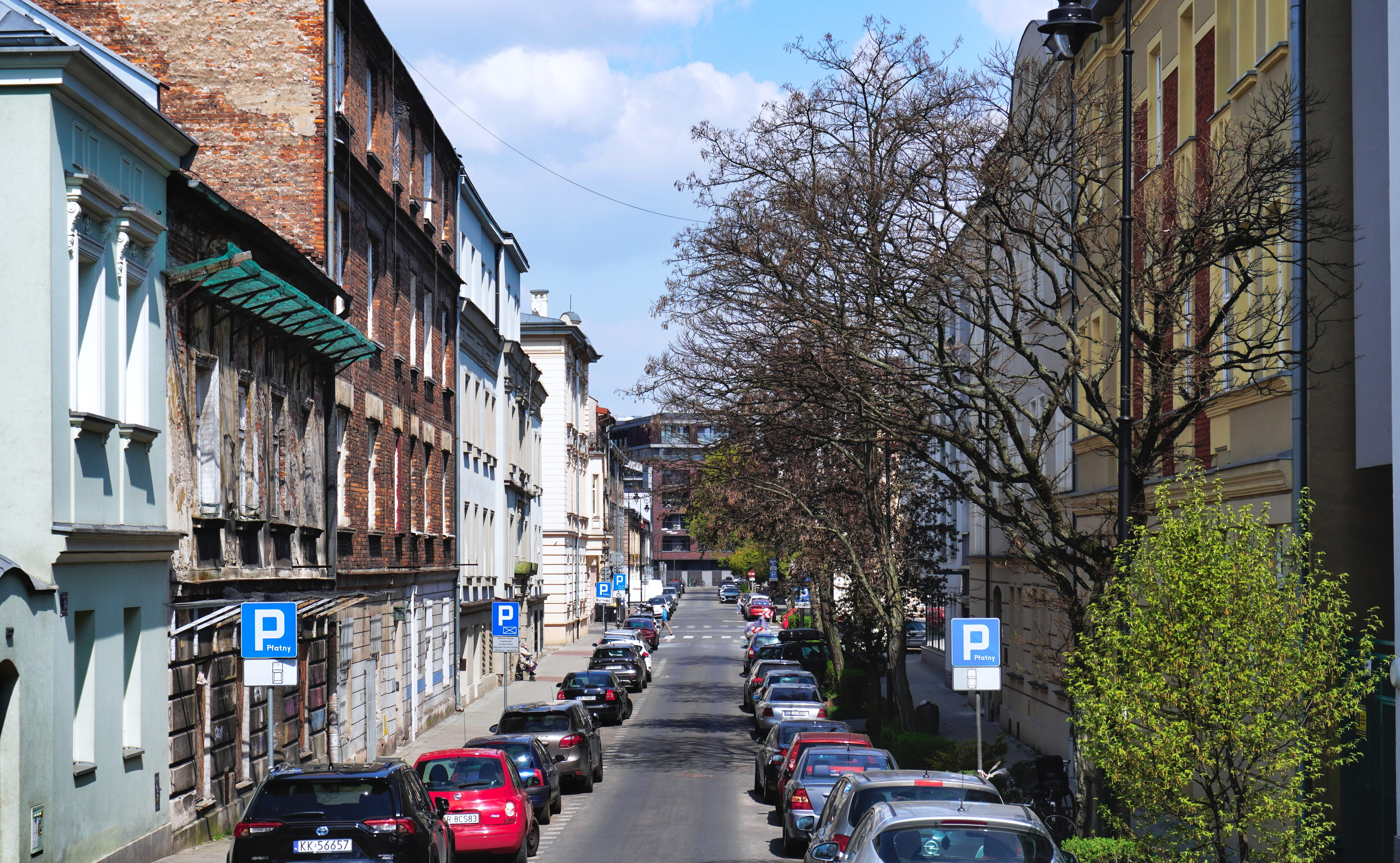
Ulica Krakusa.
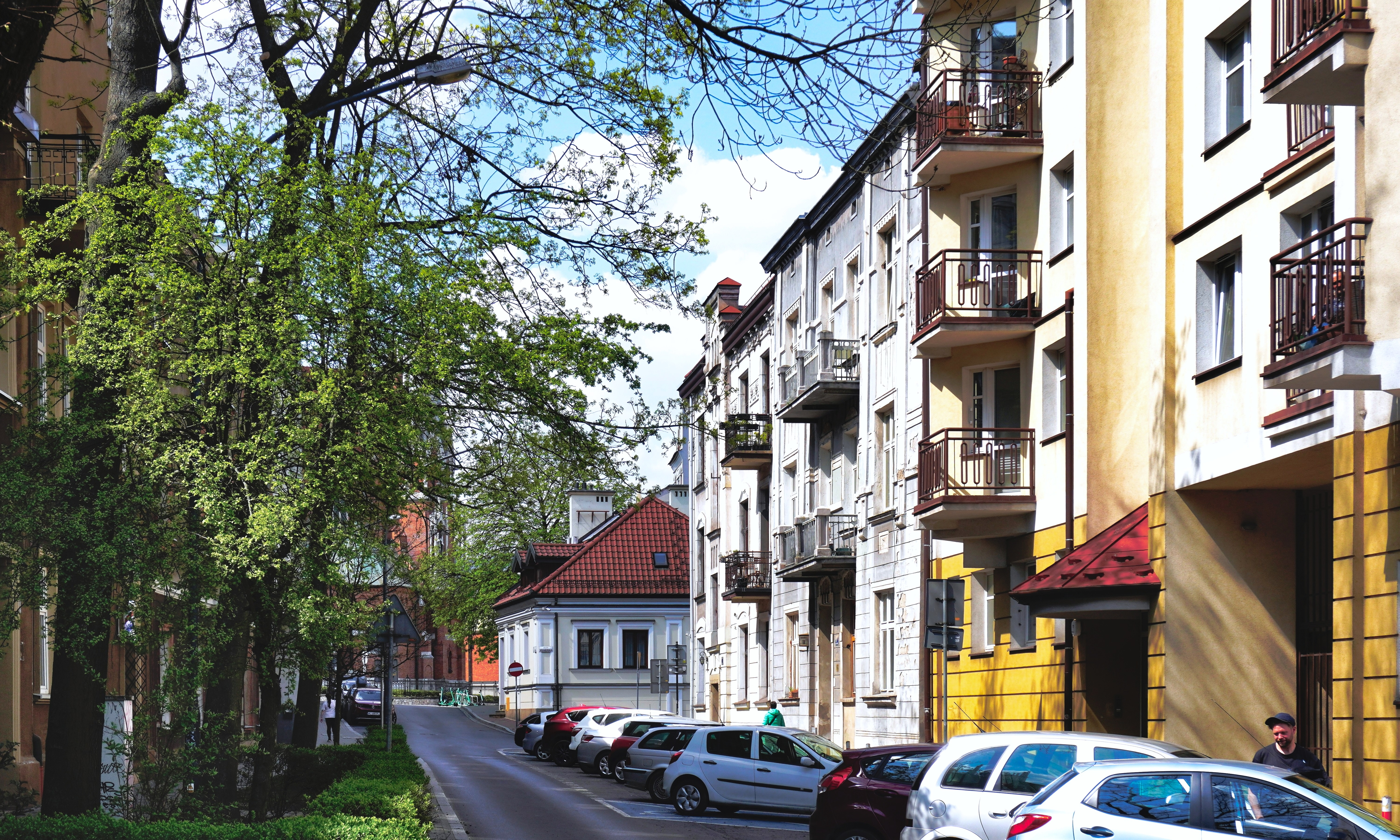
Ulica Rękawka.
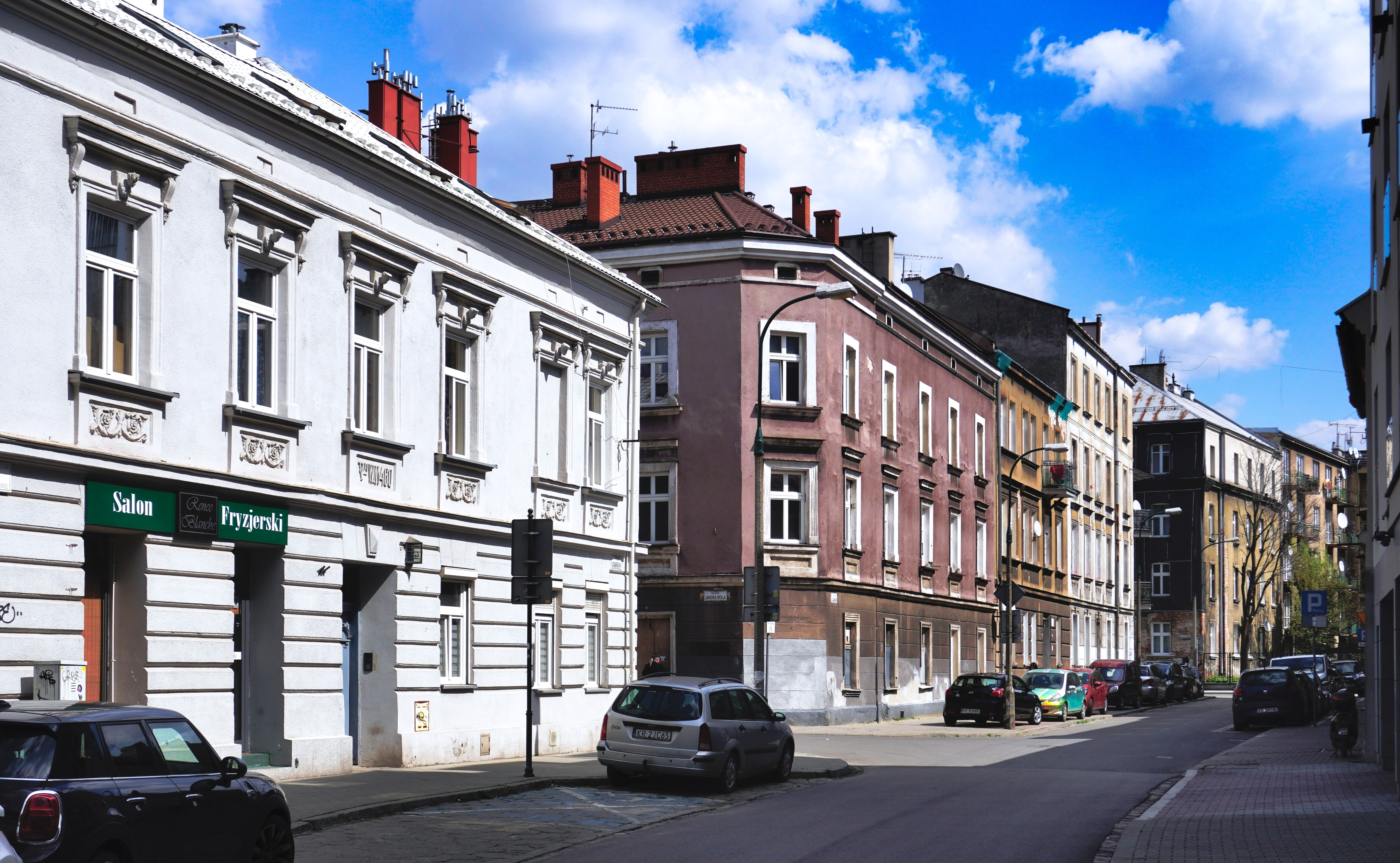
Ulica Dąbrówki.
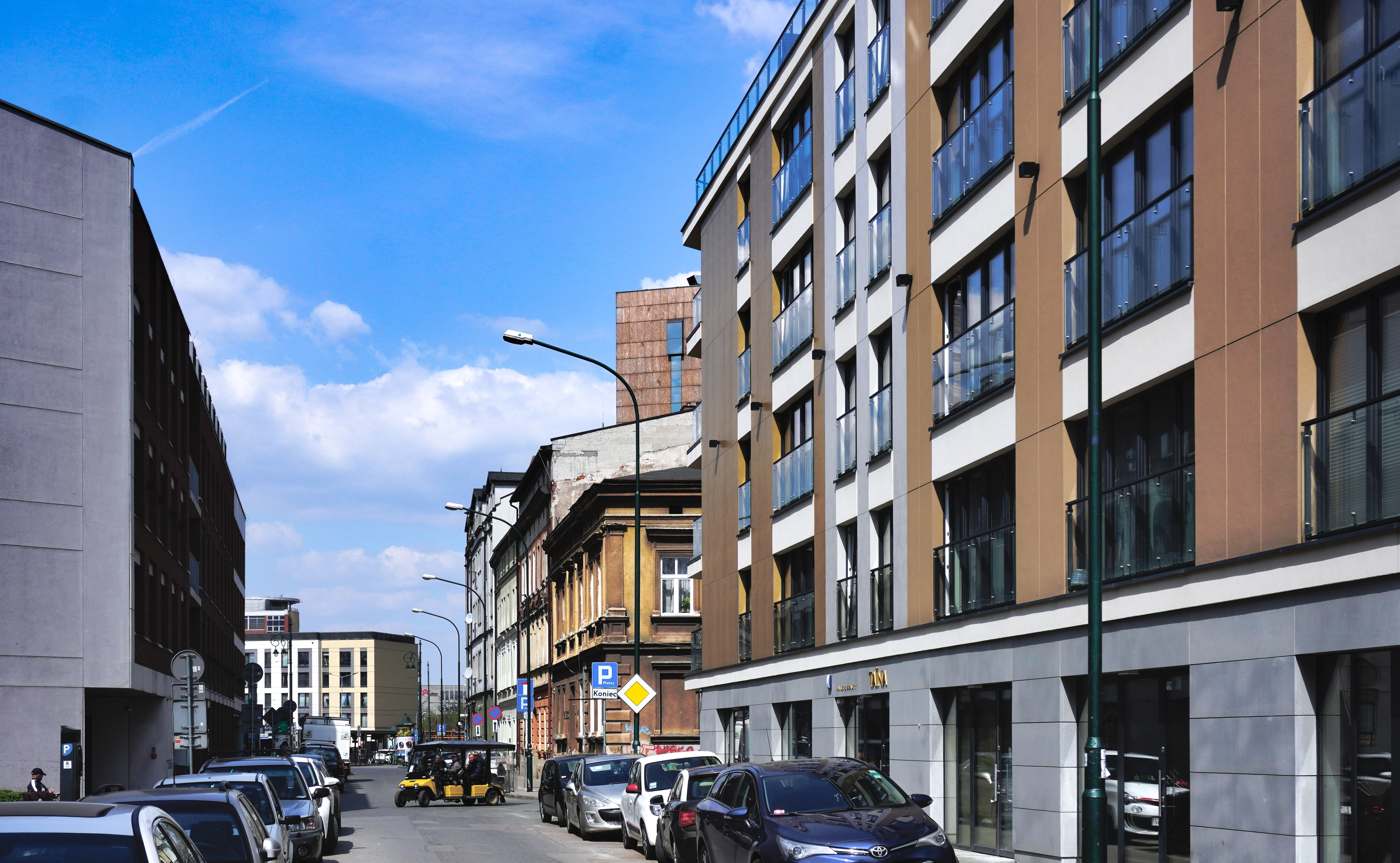
Ulica Lwowska.
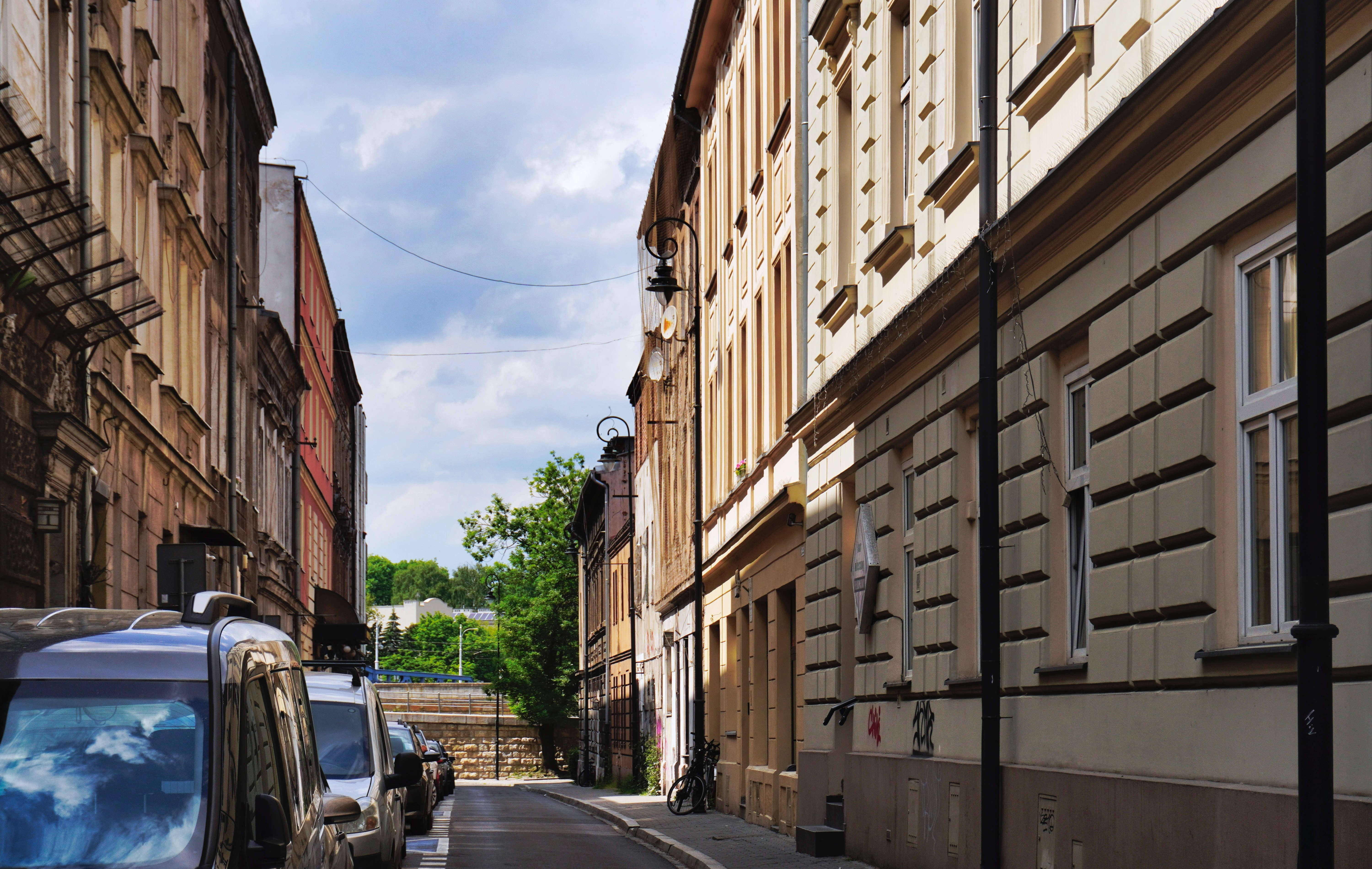
Ulica Celna.
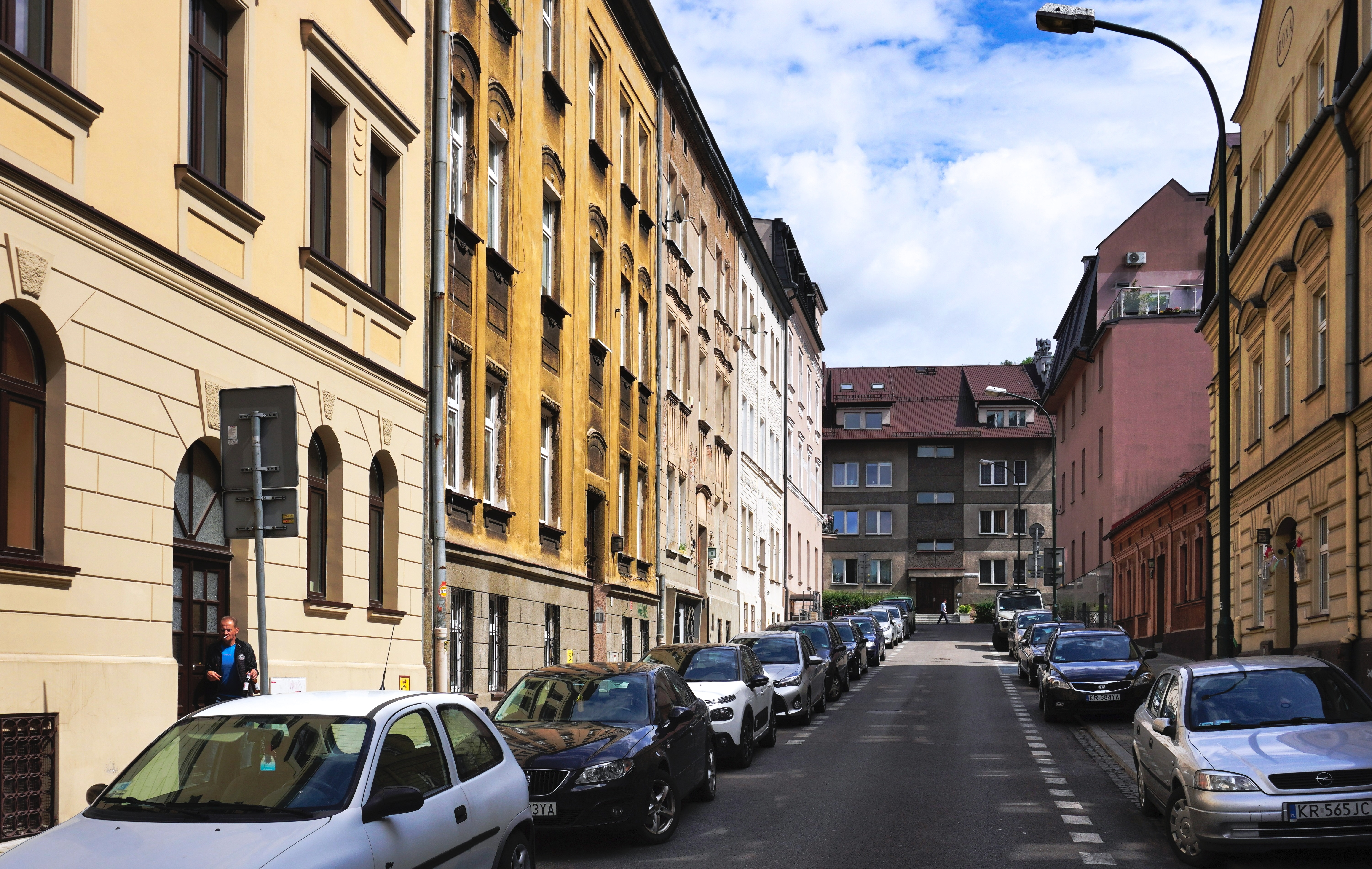
Ulica Stroma.
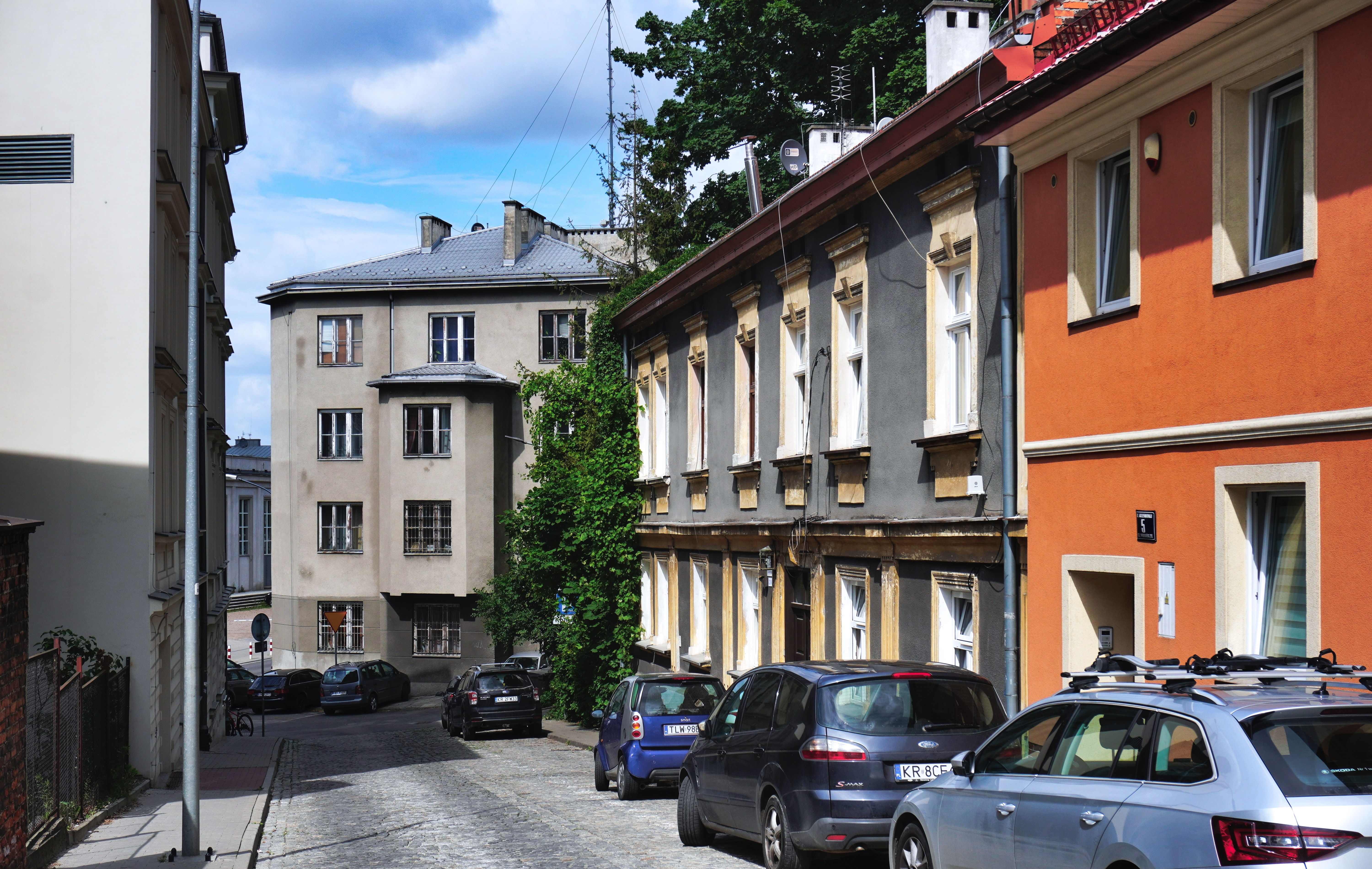
Ulica Krzemionki.
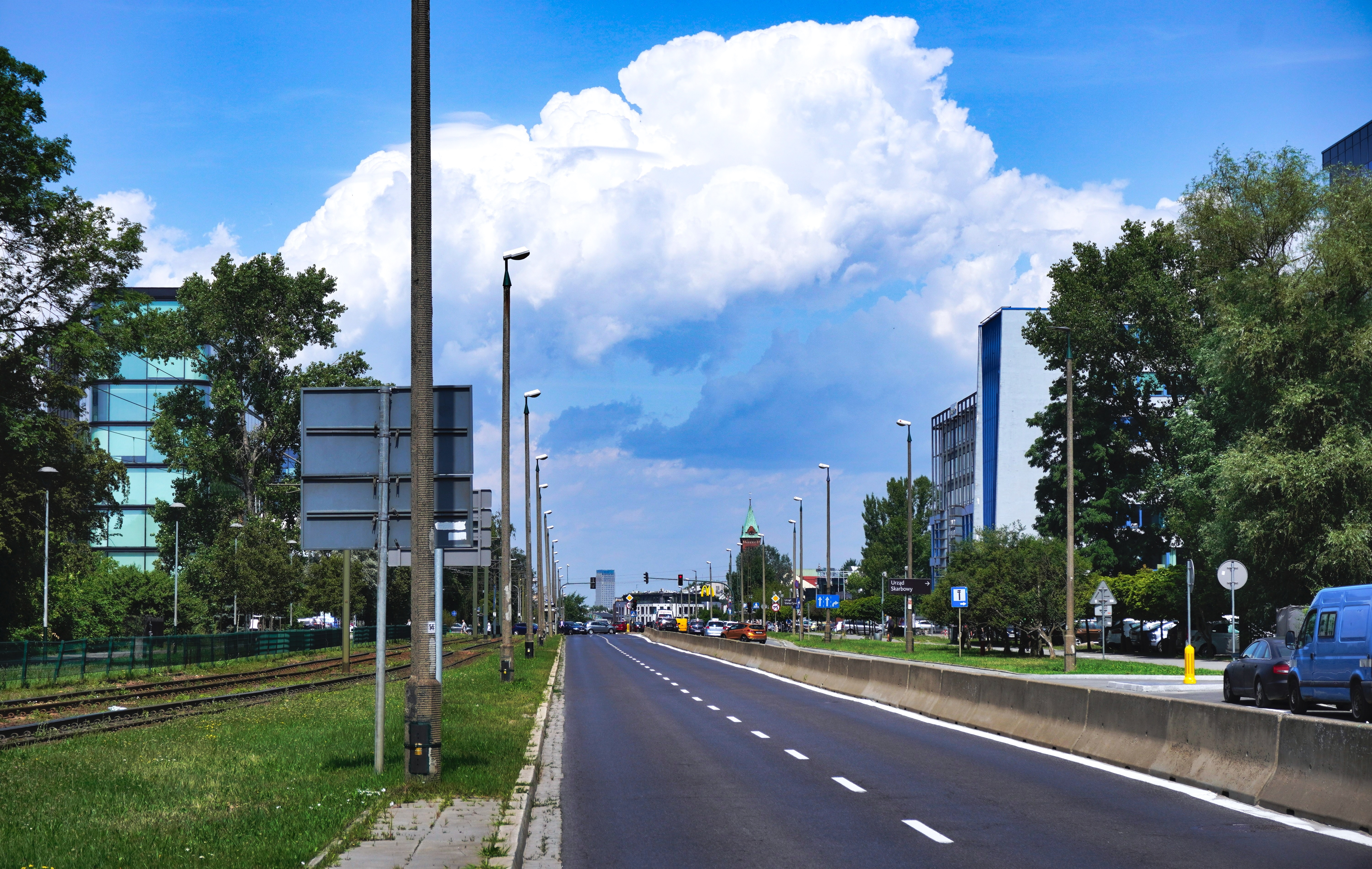
Ulica Wadowicka.